# إعلان فريبيرغ
إعلان فريبيرغ هي رسالة في يونيو 2012 موقعة من قبل قساوسة متمردون من أبرشية الروم الكاثوليك في فريبيرغ، يدعون لتغيير القانون الكاثوليكي الذي يحظر على المطلقين الزواج مرة أخرى. أعرب رئيس أساقفة فريبيرغ روبرت زوليتش عن عدم موافقته على الممارسات المخالفة لقانون الكنيسة، وطلب من الكهنة الامتناع عن التوقيع على الإعلان، والتراجع عن أي توقيعات تم إجراؤها بالفعل.